# Kayu Agung (jezik)
Kayu Agung dijalekt (= "the people of the noble wood"; ISO 639-3: vky, povučen iz upotrebe), dijalekt jezika komering kojim govori 45 000 ljudi (1989) iz plemena Kayu Agung u kojih 40 sela u provinciji Južna Sumatra u Indoneziji. Nekada je imao status posebnog jezika i bio označen identifikatorom [vky], koji je 2008. godine povučen iz upotrebe.
Klasificirao se podskupini abung (sada nepriznatoj) i skupini lampung. Pleme živi u stalnim naseljima a prema stranim došljacima nisu prijateljski raspoloženi.

## Vanjske poveznice
- Ethnologue (14th)